# Jaroslav Papež
Jaroslav Papež (15. dubna 1942 – 8. června 1967) byl český pedofil, který v roce 1966 v promítací kabině pražského kina Metro sexuálně napadl a následně zavraždil jedenáctiletého Josefa Neumanna. Případ sexuálního vraha, který se i přes opakované usvědčení z pohlavního zneužívání dětí pohyboval na svobodě, vzbudil ve své době značné emoce a je dodnes zmiňován ve většině materiálů týkajících se historie českého zločinu.

## Pachatel
Jaroslav Papež se narodil v roce 1942 v pražském Chodově. Jako žák měl ve škole stálé problémy s prospěchem, stranil se kolektivu a lidmi ze svého okolí byl popisován jako tichý samotář. Ukončil pouze 7 tříd základní školy, načež se vyučil košíkářem. Po vyučení začal vypomáhat v chodovském kině, později se uchytil jako jeden z promítačů v kině Metro. Už ve svých 20 letech začal zneužívat svou profesi na lákání malých chlapců do promítací kabiny za účelem sexuálního kontaktu s nimi. Prvního chlapce pouze svlékl a osahával, druhého bodal jehlou do ruky a třetího škrtil. Pokoušel se jim také ostříhat vlasy. Za poslední delikt byl odsouzen k podmíněnému trestu a byla mu nařízena protialkoholní léčba v Bohnicích, jelikož se svých činů dopouštěl pod vlivem alkoholu. Nařízená ústavní léčba mu byla za vzorné chování změněna na ambulantní. Krátce po propuštění z léčebny se však dopustil dalších sexuálních deliktů, za které mu byl podmínečný trest změněn na 20 měsíců nepodmíněně za výtržnictví s datem nástupu do vězení 6. června 1966.

## Vražda
5. června, den před nástupem do výkonu trestu, snědl Papež kolem poledne v bufetu několik chlebíčků a vypil pár piv, načež se podle svých slov začal cítit nějak zvláštně. Při příchodu do pasáže u kina Metro zahlédl malého Josefa Neumanna, který si prohlížel plakáty. Papež Neumanna oslovil a dozvěděl se od něj, že přišel na film s Vinnetouem, ale kino má zrovna promítat jemu nepřístupný film Komisař Maigret zuří. Chlapci nabídl, že může film sledovat s ním z promítací kabiny. Tam mu po chvíli poručil, aby se svlékl do spodního prádla, protože je velké horko. Začal ho osahávat a nůžkami na film mu stříhal vlasy, přičemž se sexuálně uspokojil. Neumann začal naříkat a Papežovi hrozil, že vše poví své matce. Ten si začal uvědomovat, jak přitěžující charakter by pro něj tato událost měla vzhledem k jeho zítřejšímu nástupu do vězení. Chlapce proto začal bodat nůžkami do srdeční oblasti a genitálií. Během útoku musel přehodit kotouče filmu, přičemž je omylem zaměnil. Neumannovi zasadil celkem 36 ran. Svůj útok musel přerušit ve chvíli, kdy do kabiny zatelefonoval zřízenec kina, aby ho upozornil na chybu s kotouči. Papež se tak od pobodaného chlapce na chvíli vzdálil. Tomu se podařilo doplazit až na schodiště vedoucí z kabiny ven. V tu chvíli si ho Papež všiml, ze schodiště ho stáhl zpátky a čtyřikrát ho udeřil do hlavy kovovou lepičkou na film. Nakonec mu omotal provaz okolo krku a uškrtil ho. Tělo ukryl v úzké akumulátorové šachtě pod podlahou a zaházel ho různými předměty. Místo narychlo poklidil. Krátce nato do kabiny vstoupili dva jeho kolegové, kteří si přišli vyzvednout odloženou tašku. Papež jim otevřel s krvavýma rukama a mokrým kapesníkem na nose. Vysvětlil jim, že se mu spustila krev kterou potřísnil schodiště a zem. S návštěvníky se v kabině zdržel asi 30 minut, během kterých se nechoval nijak podezřele. Byl však velice zamlklý a na všechny dotazy odpovídal pouze jednoslovně. V době, kdy ještě žil, začala Josefa Neumanna hledat jeho matka, mimo jiné i v kině Metro. Snažila se dokonce neúspěšně dostat do promítací kabiny. Později zmizení syna nahlásila na policii, která zahájila neúspěšnou pátrací akci. I přes nařízený nástup trestu Papež ještě další tři dny normálně promítal.

## Objev těla a dopadení
Papežovi kolegové si 9. června začali stěžovat na hnilobný zápach, který se šířil promítací kabinou. Tuto skutečnost ohlásili ředitelce kina, která se rozhodla vše sama prověřit. Do kabiny vstoupila v doprovodu svého manžela lékaře, který jí sdělil, že je na místě pravděpodobně ukrytá mrtvola. Přivolaná výjezdová skupina objevila v šachtě tělo a okamžitě začala s vyšetřováním vraždy. Jelikož do místnosti měl přístup pouze omezený okruh osob, bylo přistoupeno k zpětnému prověřování směn promítačů, na jehož základě byl vytipován právě Jaroslav Papež, který navíc ten den nepřišel do práce. Dopaden byl ráno 10. června schovaný pod prkny v kůlně u domu, který obýval se svou matkou. K činu se okamžitě přiznal. Je zřejmé, že hlavním motivem vražedného jednání byla osudová kombinace několika faktorů - pachatelovy abnormální sexuality, snížených ovládacích schopností pod vlivem alkoholu a nízké inteligence, kvůli které se snažil vraždou krýt méně závažný zločin. Znalci se do poslední chvíle nemohli shodnout ohledně jeho příčetnosti. Snad kvůli uvolňující se atmosféře druhé půlky šedesátých let se o případu sadistické vraždy dítěte v kině Metro objevila celá řada novinových článků, což do té doby nebylo běžné. Oficiální místa se dříve snažila budit dojem, že k podobně závažným zločinům v socialistické společnosti nedochází. Několik stovek lidí prosilo o Papežovu popravu prostřednictvím petice. Jaroslav Papež byl přes své žádosti o ústavní léčbu a operaci mozku odsouzen k trestu smrti oběšením. Ten byl vykonán 8. června 1967.

## Podobné případy
- Vojtěch Běloch
- Antonín Novák
- Stanislav Večeřa
- Případ Anny Janatkové